# Jean Fraysse
 (décembre 2022).
Pour les articles homonymes, voir Fraysse.
Jean Fraysse (1909-1942) est un poète et critique littéraire.

## Biographie
Jean Fraysse est né le 23 avril 1909. Il est le fils du poète symboliste Roger Fraysse, dit "Roger Frène". 
Durant un temps, il a été décorateur de meubles, et a reçu plusieurs commandes de l'écrivain Francis Carco, qui était un ami de son père. 
Jean Fraysse a écrit de nombreux poèmes, qu'il récitait dans les théâtres parisiens, comme au théâtre des Mathurins, et publiait dans les revues littéraires de l'époque (Les Marges, Feuilles vertes, Mon Paris, Les Nouvelles lettres françaises). 
En 1935, il a co-créé la revue Les Feux de Paris,,, avec le poète Roger Lannes. De nombreuses personnalités littéraires et artistiques y ont contribué, dont Max Jacob (qui choisissait aussi les sommaires), André Salmon, Jean Cocteau, ou Ossip Zadkine. La revue s'arrête au huitième numéro. 
Jean Fraysse a aussi écrit dans différents journaux, comme La Presse ou Le Figaro Littéraire, dans lequel il partage un avis réservé sur l'art des surréalistes.
Il est devenu en 1938 directeur de Paris-Mondial, et le restera jusqu'en 1940. Il a notamment reçu Jean Cocteau à l'antenne, pour présenter ses pièces Œdipe-Roi et Antigone.   
Il a été le directeur de cabinet du ministre de l’Intérieur Albert Sarraut.
Il était proche de Max Jacob, avec qui il a entretenu une correspondance,. Les dernières traces de Jean Fraysse sont d'ailleurs retrouvées dans les lettres du poète, qui s'inquiète de ne plus avoir de ses nouvelles. 
Jean Fraysse a disparu en 1942, lorsqu'il était sur le point de franchir la frontière espagnole pour rejoindre l'Afrique du Nord,. Il fait partie des "écrivains morts pour la France" cités au Panthéon de Paris.